# 吳國倫
吳國倫（1524年—1593年），字明卿，號川樓子、南嶽山人。湖廣省武昌府兴国州尊贤坊人（今属湖北省阳新县浮屠镇吴智村），明朝文人、政治人物，「後七子」之一。

## 生平
嘉靖三年甲申正月二十一日出生。嘉靖二十八年（1549年）湖廣鄉試第一名。嘉靖二十九年（1550年）聯捷庚戌科三甲184名進士。初授中書舍人，三十四年五月选擢兵科給事中。因觸忤嚴嵩，次年三月被謫為江西按察司知事，又移南康府推官等，二年後離去。後來嚴嵩垮台，復起為建寧府同知，歷任邵武知府。
隆庆初年（1567年）十一月科道纠拾，调簡僻，改任高州知府。吴上任后，训练兵士，抵禦倭寇来犯。五年十二月升任貴州提學副使，萬曆二年（1574年）六月升河南左參政。後罷歸，“归田后声名籍甚，求名之士，不东走太仓，则西走兴国。”万历二十一年六月二十三日（1593年7月21日），病逝家中，享年七十。葬州城东北十里外的陈埠老鹳嘴。

## 文學
吳國倫有詩名，為後七子最長壽者，王世貞稱他：“能求詣實境，務使首尾勻稱，宮商諧律，情實相配。”宗臣《報李於鱗》說：“吳生無賴，耳目縱橫，意常駕僕，僕發短心甚。頗得意於此生。此生矯厲。非僕當之，幾負矣。”李攀龍亦批評他：“足下自謂宗、謝所不及，而梁、徐未遠過也。明卿、明卿無賴哉！三子者不可謂非海內名家矣！”
著有《藏甲岩稿》、《甔甀洞稿》54卷，《续稿》27卷、《陈张事略》、《吴川楼集》、《续吴川楼集》、《春秋世谱》、《训初小鉴》等。
《萬曆野獲編》載，吳國倫善擊鼓，淵淵有金石聲。

## 家族
曾祖吳澄；祖父吳義；父吳顏。母李永感下。娶陳氏（1525年-1553年），贈恭人，無子；继室舒氏，封恭人，生三子：工良、牧良、士良。